# Фальгрен, Патрик
Патрик Фальгрен (швед. Patrik Fahlgren; род. 27 июня 1985, Партилле) — шведский гандболист, выступающий за шведский клуб ИК Хаммарбю и сборную Швеции.

## Карьера

### Клубная
Патрик Фальгрен воспитанник клуба Сэвехоф. До 2009 года Фальгрен выступал за профессиональный клуб Сэвехоф. В 2009 году Патрик Фальгрен переходит в немецкий клуб Фленсбург-Хандевитт. В 2011 году Фальгрен в составе клуба Фленсбург-Хандевитт играл в финале кубка Германии. В 2011 году Патрик Фальгрен переходит в немецкий клуб МТ Мельзунген. 

### В сборной
За сборную Швеции Патрик Фальгрен сыграл 53 матча и забросил 68 мячей, а за молодежную сборную — 50 матчей и 181 мяч.

## Статистика
| Сезон        | Клуб                | Лига       | Матчи | Голы | 7-метр | Голы |
| ------------ | ------------------- | ---------- | ----- | ---- | ------ | ---- |
| 2009/10      | Фленсбург-Хандевитт | Бундеслига | 34    | 40   | 0      | 40   |
| 2010/11      | Фленсбург-Хандевитт | Бундеслига | 34    | 70   | 3      | 67   |
| 2011/12      | МТ Мельзунген       | Бундеслига | 25    | 84   | 0      | 84   |
| 2012/13      | МТ Мельзунген       | Бундеслига | 25    | 102  | 0      | 102  |
| 2013/14      | МТ Мельзунген       | Бундеслига | 34    | 103  | 0      | 103  |
| 2014/15      | МТ Мельзунген       | Бундеслига | 27    | 66   | 0      | 66   |
| 2015/16      | МТ Мельзунген       | Бундеслига | 17    | 30   | 0      | 30   |
| 2016/17      | МТ Мельзунген       | Бундеслига | 33    | 57   | 0      | 57   |
| 2009-по н.в. | Итого               | Бундеслига | 229   | 550  | 3      | 547  |